# 長福寺 (稲沢市)
長福寺（ちょうふくじ）は、愛知県稲沢市にある真言宗智山派の寺院。山号は牛頭山。

## 沿革
聖徳太子が全国に屯倉御県の制度をしいたときに牛頭天王を祀り建立。後に津島神社を別院として造営し別当となる。
平手政秀の弟である平手政利（野口政利）が、平手政秀の割腹自殺後に、この地に朽ち果てた廃寺を中興して、その子孫野口家、杉本家、杉家が菩提寺として祀り現在に至る。
宝暦年間に川の掘割工事を起こし、美田を作った水野氏を水天宮として祀っている。3体の円空仏を所有している。

## 文化財

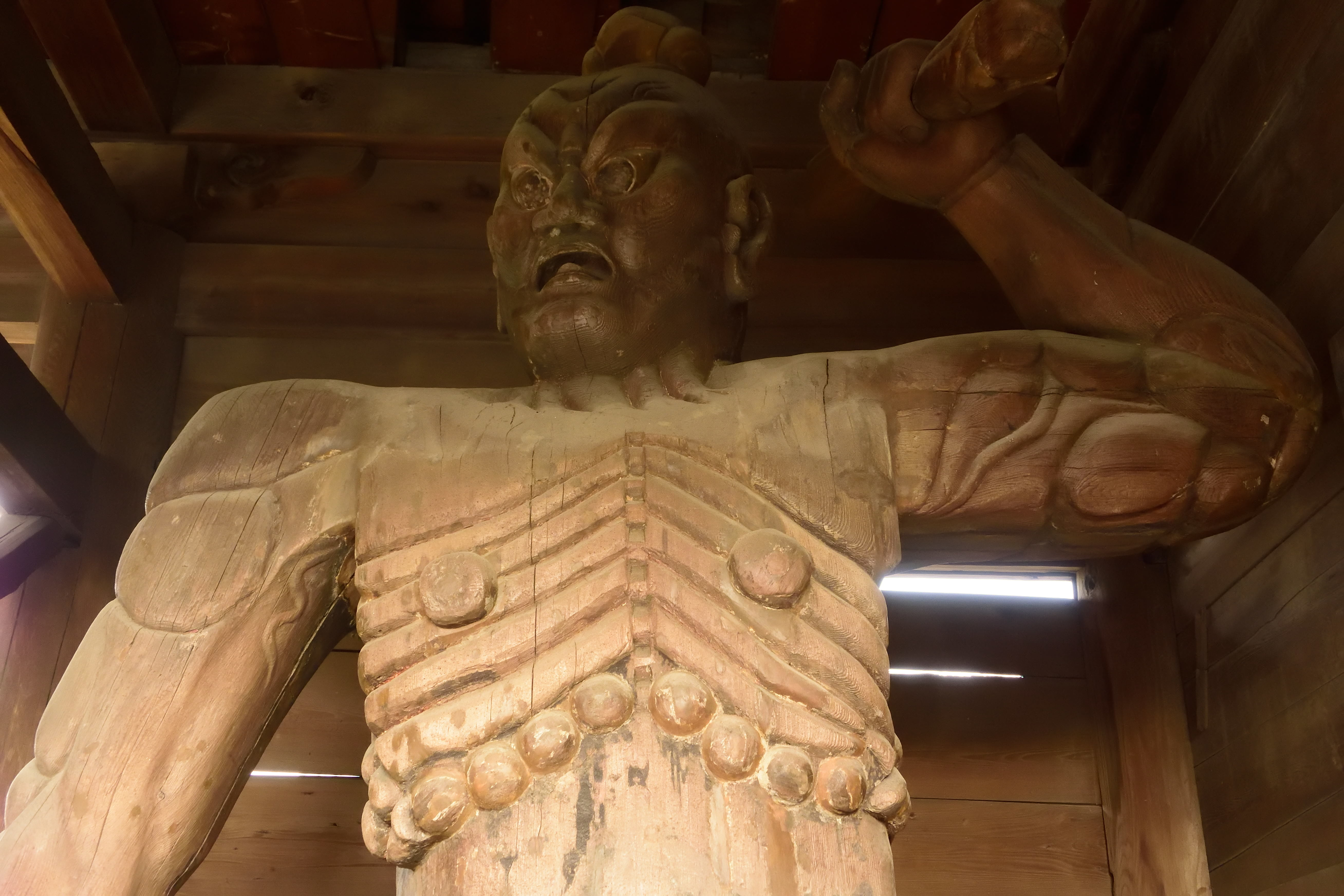
仁王像 阿形像

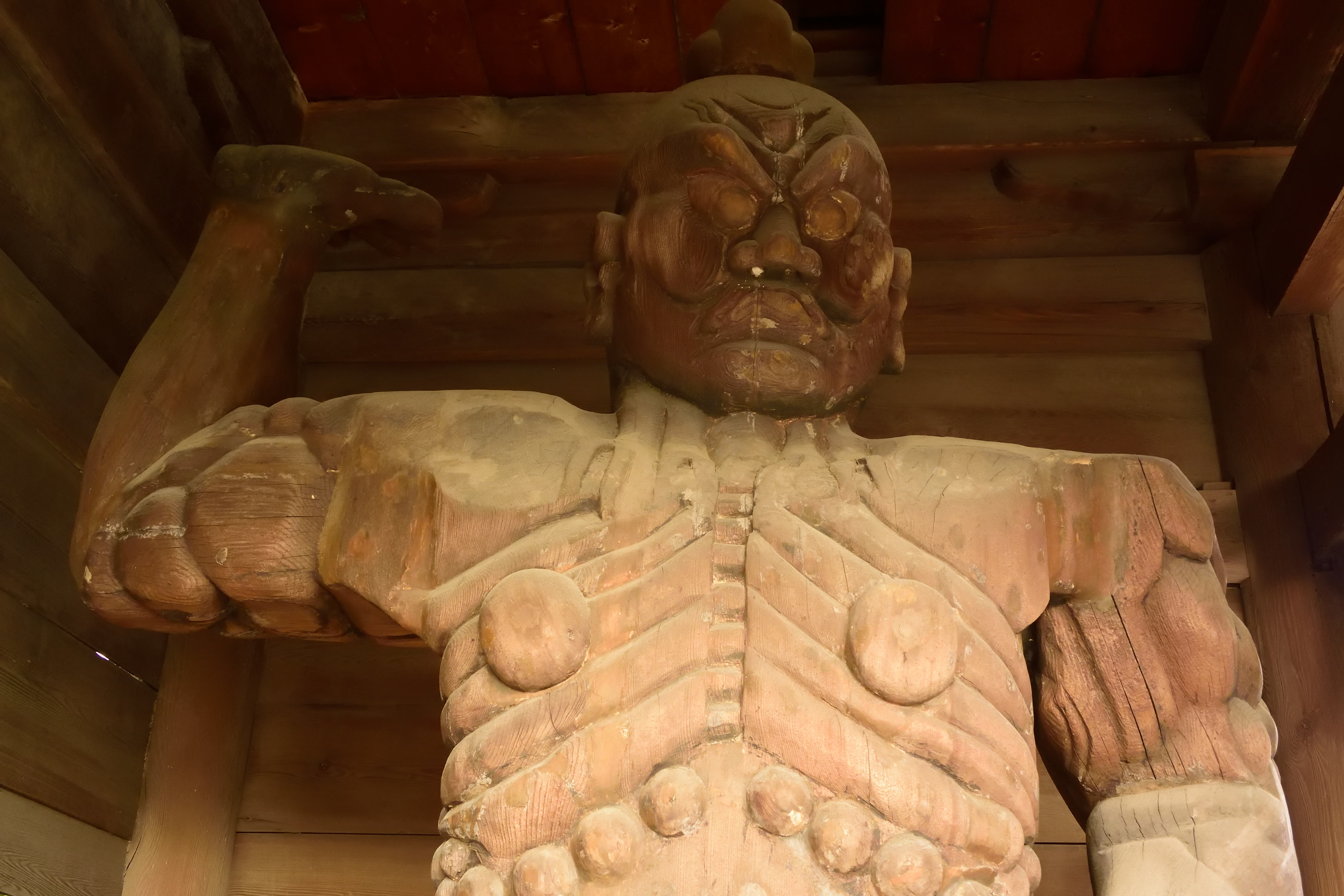
仁王像 吽形像

### 稲沢市指定文化財
- 長福寺の仁王門 付仁王像[1]
- 木造千手観音菩薩立像
- 木造不動明王立像・木造毘沙門天立像
- 長福寺文書[2]

## 交通手段
- 名鉄津島線 勝幡駅下車、タクシーで約5分。